# Courbature
La courbature (ou courbatture) ou douleur musculaire d'apparition retardée est une douleur musculaire bénigne, consécutive à un exercice physique intensif ou inhabituel. Cette douleur est la plus intense entre 24 et 72 heures suivant l'exercice, puis elle disparaît graduellement après quelques jours, au maximum une semaine, après l'effort fait. 
Elle ne doit pas être confondue avec d'autres douleurs musculaires (myalgie), telles que les « courbatures sans effort » liées par exemple à une infection virale (grippe), ou à des douleurs aiguës apparaissant durant un effort physique (crampes, élongation, contracture...).

## Symptômes
La douleur est perçue comme une douleur sourde, localisée dans le muscle affecté, souvent combinée avec une sensibilité ou raideur du muscle. Cette douleur est généralement ressentie seulement lorsque le muscle est étiré, contracté ou mis sous pression, et non lorsqu'il est au repos. Cette sensibilité du muscle, caractéristique de la courbature, est aussi dénommé « hyperalgésie mécanique musculaire » (muscular mechanical hyperalgesia). 
Bien que variable selon les exercices et les individus, la douleur augmente typiquement durant les 24 heures suivant l'exercice. Elle atteint un pic entre 24 et 72 heures, puis diminue graduellement jusqu'à disparaitre 5 à 7 jours après l'exercice. Les courbatures ne doivent pas être confondues avec les douleurs apparaissant durant un effort physique (crampes, accumulation lactique).
La condition physique de la personne et son habitude à un type d'effort ou mouvement particulier est également un facteur important. Ainsi, un alpiniste entraîné aura moins de courbatures qu'un citadin sédentaire pour la même randonnée. De même, un culturiste habitué à travailler un muscle par certains mouvements verra survenir des courbatures s'il travaille ce même muscle par le biais d'un mouvement nouveau.

## Causes des courbatures
L'origine et le fonctionnement de ces douleurs musculaires ne sont pas complètement connus. Les scientifiques considèrent que ces douleurs ont pour origine des microtraumatismes au niveau des muscles et tendons, provoquant des lésions à très petite échelle[réf. nécessaire].
Lorsqu'un muscle n'est pas habitué à un exercice, à une charge, ou a subi principalement des contractions musculaires de type excentrique (réception après un saut d'un escalier, par exemple), la sensation désagréable des courbatures est ressentie. Les causes sont les suivantes :
- de petits épanchements de sang provoqués par rupture des capillaires sanguins ;
- des micro-traumatismes entraînant une lyse des cellules musculaires[4][source insuffisante].

Après un tel exercice, le muscle se reconstitue et s'adapte pour prévenir pareilles lésions, si un exercice identique est répété.
L'acide lactique n'est pas responsable des courbatures, contrairement à d'anciennes hypothèses. Il disparaît environ une heure après l'effort, soit bien avant l'apparition des courbatures,. Il ne peut donc être tenu pour responsable des dommages infligés aux fibres musculaires, ni donc des courbatures, surtout si l'on prend en compte le fait que les contractions musculaires de type excentrique — dont on sait qu'elles sont celles qui occasionnent le plus de courbatures — s'accompagnent d'une production quasi nulle d'acide lactique.
L'effet bénéfique du massage thérapeutique sur les courbatures pourrait être dû à son action inhibitrice sur la production de cytokines telles le TNF-α et l'interleukine-6 par les macrophages. Cette découverte suggère que le système immunitaire est à l'origine des courbatures.

## Prévention
L'apparition de courbatures peut être limitée ou prévenue par l'augmentation graduelle de l'intensité de nouveaux exercices physiques.
Les courbatures peuvent théoriquement être prévenues en limitant les exercices à des contractions concentriques et isométriques. Mais les contractions excentriques de certains muscles sont normalement inévitables pendant l'exercice, surtout lorsque les muscles sont fatigués.
Des études suggèrent que la réalisation d'étirements (avant ou après l'effort) ou d'exercices d'échauffement ne réduisent pas le risque de courbatures. Les étirements excessifs peuvent eux-mêmes  provoquer des courbatures.
Une méthode de prévention qui fait consensus consiste à produire un effort excentrique en deçà de ses capacités maximales et d'augmenter progressivement l'intensité de l'effort.
Les fluidifiants sanguins, tels que l'acide acétylsalicylique (à faible dose), pris antérieurement à l'activité physique, peuvent réduire les traumatismes liés à celle-ci. Ils réduisent certains dommages à l'origine des courbatures, ainsi que l'adaptation ultérieure du corps[C'est-à-dire ?].

## Traitement
La douleur disparaît habituellement dans les 72 heures qui suivent l'apparition. Si un traitement est souhaité, toute mesure qui augmente le flux sanguin vers le muscle, comme une activité de faible intensité, un massage, des bains chauds ou une visite au sauna pourrait théoriquement favoriser la diminution des courbatures.
L'immersion dans l'eau fraiche ou glacée (cryothérapie) est un remède souvent recommandé, mais les études scientifiques sont contradictoires quant à l'efficacité de cette méthode.
L'exercice physique continu peut temporairement supprimer la douleur. En effet, l'exercice augmente les seuils de douleur et de tolérance à la douleur. Cet effet, appelé « analgésie induite par l'exercice », est connu dans les pratiques de sports d'endurance (course à pied, cyclisme, natation), mais ses effets sont mal connus dans l'entrainement de résistance. L'efficacité de l'exercice continu pour la réduction des courbatures n'a pas encore été étudiée ou démontrée.